# Tatul, Aragatsotn
Tatul là một đô thị thuộc tỉnh Aragatsotn, Armenia. Dân số ước tính năm 2011 là 950 người.